# 呼救
呼救（英語：Mayday）是一部英国电视惊悚剧。故事中，一个将要在五朔节举行异教徒游行的小型社区选出美女作为“新生活象征”，但在活动开始后发现她被绑架了，于是开始寻找她。
本剧由5集组成，于英國廣播公司第一台在2013年3月3日开始播出。
本剧在萨里郡多金拍摄，使用了当地的街道和烤肉店作为拍摄场景。